# مرز افغانستان–ازبکستان
مرز افغانستان و ازبکستان ۱۴۴ کیلومتر (۸۹ مایل) طول دارد و از نقطه مرزی سه‌گانه با ترکمنستان به سه نقطه مرزی سه‌گانه با تاجیکستان در امتداد رودخانه آمو دریا می‌رود. این مرز کوتاه‌ترین مرز خارجی ازبکستان و دومین مرز کوتاه افغانستان پس از مرز آن با چین (۹۲ کیلومتر) است.
در جانب افغانستان، این مرز در شمال ولایت بلخ و شهرهای حیرتان، شور تپه و کلدار قرار دارد. بندر حیرتان تنها بندر فعال تجاری افغانستان در این مرز است. مزار شریف و شهر باستانی بلخ در ۵۵ کیلومتری جنوب این مرز قرار دارد. 
در جانب ازبکستان، مناطق مرزی  در جنوب استان سرخان دریا واقع است. شهر تاریخی ترمذ نیز در نزدیک این مرز قرار دارد.

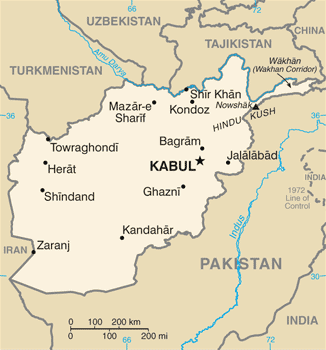
نقشه افغانستان با ازبکستان در شمال

## شرح
کل مرز از محل تلاقی رودخانه آمو دریا، از نقطه سه‌گانه ترکمن در غرب تا نقطه سه‌گانه تاجیکستان در شرق، پیروی می‌کند. این مرز از طرف ازبکستان با یک خط جاده و راه‌آهن موازی می‌شود و یک نقطه عبور بزرگ در شرق شهر ترمذ ازبکستان وجود دارد.
ازبکستان سدی در امتداد مرز ساخته‌است که متشکل از یک حصار سیم خاردار و یک حصار سیم خاردار دوم، بلندتر و ۳۸۰ ولت برقی، مین‌های زمینی و گشتی از سربازان ازبکی مسلح است.

## تاریخ
این مرز از مرزهای اتحاد جماهیر شوروی و افغانستان که به شکل عمده ای در جریان رقابت‌های بریتانیا و روسیه در قرن نوزدهم در آسیای میانه شناخته شده به عنوان بازی بزرگ درست شده بود، به ارث رسیده‌است. با فتوحات امپراتوری روسیه در خانات خیوه و امارت بخارا و سلطه بریتانیا بر راج بریتانیا، دو قدرت توافق کردند که افغانستان را به عنوان یک کشور حائل مستقل بین خود ترک کنند.
در سال ۱۸۷۳ بریتانیا و روسیه در مورد تنظیم مرزها توافق کردند، با آمودریا که از مجاورت روستای خواجه سالار به دریاچه زورکو به سمت شرق می‌رود و دالان واخان در افغانستان باقی می‌ماند. قسمت غربی مرز (یعنی قسمت عمده مرز مدرن افغانستان و ترکمنستان) قرار بود بعداً توسط کمیسیون مرزی تعیین شود.
در سال ۱۹۷۹ نیروهای شوروی ارتش چهلم از طریق جسرهایی از مرز ترمز به عنوان بخشی از حمله شوروی به افغانستان، در مسیر مزارشریف و کابل عبور کردند. آنها بعداً پل دوستی را ساختند که به‌طور رسمی در سال ۱۹۸۲ افتتاح شد، اما اهمیت استراتژیک آن باعث شد که هدف شورشیان مجاهدین شود. ارتش شوروی در سال ۱۹۸۹ از طریق این پل افغانستان را ترک کرد.
این پل از سال ۱۹۹۷ تا ۲۰۰۱ به دلیل ترس ازبک‌ها از یورش طالبان بسته شده بود، و پیش از بازشدن دوباره آن، برای کمک پس از سقوط در سال ۲۰۰۱، باری دیگر باز شد. از سال ۲۰۱۸ این تنها گذرگاه ثابت میان ازبکستان و افغانستان است.

## سکونتگاه‌های نزدیک مرز

### افغانستان
- دالی
- کلدار
- حیرتان

### ازبکستان
- ترمذ